# Josefina Lavalle
Josefina Martínez Lavalle (México D.F., 29 de enero de 1924 – ibíd. 25 de mayo de 2009) fue una bailarina y coreógrafa mexicana que tuvo también una destacada labor como maestra y funcionaria. Junto con otras destacadas maestras y coreógrafas jugó un papel muy importante en la creación y desarrollo de la danza moderna en México. 

## Estudios
Josefina Lavalle estudió en la Secundaria Número 3, en Avenida Chapultepec. Al terminar la secundaria entró a la Escuela Nacional Preparatoria, que en ese tiempo sólo tenía un plantel, el de San Ildefonso. Cursó estudios de Leyes en la UNAM y de Diplomacia en la entonces recién inaugurada Universidad Femenina. Realizó estos estudios por petición de su madre, aunque su verdadera vocación era la danza que practicó desde que era niña.

## Trayectoria dancística
Josefina Lavalle ingresó en 1932 a la Escuela Nacional de Danza del Departamento de Bellas Artes, fundada ese mismo año y dirigida por el pintor Carlos Mérida. 

En la Escuela Nacional de Danza se enseñaban varios géneros dancísticos: ballet, baile español y danza regional y ritmos mexicanos. La Escuela fue dirigida primero por el pintor Carlos Mérida, después por Francisco Domínguez y finalmente por Nellie Campobello, quien fue maestra de Lavalle al igual que su hermana Gloria Campobello. 
Con esta Escuela, el panorama danzario mexicano se abrió por el reconocimiento oficial a este arte y obtuvo un espacio para desarrollarse dentro de la corriente nacionalista. Sus fines eran formar profesionales de la danza que crearan su arte con vocación social, que concretaran la síntesis de cultura alta y popular para construir la nueva danza (revolucionaria en forma y contenido) que exigía la sociedad contemporánea, y cuya originalidad y sustento identitario le diera una dimensión universal. Esto se lograría a partir del apoyo de la plástica, literatura y música, y recuperando los materiales de los maestros misioneros, quienes habían viajado por el país recopilando danzas y bailes tradicionales para después transmitirlos en las escuelas y festivales artísticos. 

Dentro de la Escuela de Danza se impulsó la investigación de esas manifestaciones danzarias, lo que llevó a la recuperación de música, indumentaria y costumbres indígenas y, principalmente, al análisis del movimiento y los ritmos empleados. 
Fue este mismo espíritu, nacionalista e integrador de lo mexicano, el que guio la carrera profesional de Josefina Lavalle. Al graduarse de la Escuela en 1940 la invitaron a formar parte del Ballet de Bellas Artes, que dirigía Waldeen Falkenstein, bailarina norteamericana que emigró a México en 1939 y fue un personaje clave en la historia de la danza moderna en México.  
En 1939 llegaron a México las bailarinas y coreógrafas norteamericanas Anna Sowolow y Waldeen, y con sus obras innovadoras transformaron el campo dancístico mexicano en términos, otra vez, artísticos y políticos, y desplazaron de su posición hegemónica a la Escuela (ahora Nacional) de Danza del dba y a las Campobello. 

La danza moderna llegó a México en un momento clave y logró cumplir la exigencia de la cultura mexicana de desarrollar un nuevo arte que le diera una fisonomía propia y la fortaleciera, pero que al mismo tiempo apelara a la lucha de clases, a la revolución y a las reivindicaciones sociales. Así, ambas artistas encontraron un terreno fértil para sus ideas y a un grupo de bailarinas dispuestas a correr el riesgo de hacer una danza "antiestética" y combativa. 
A Waldeen se le encomendó la dirección del Ballet de Bellas Artes, 
y se rodeó de jóvenes bailarinas que recibieron un fuerte impacto de su maestra. Ellas fueron las waldeenas Guillermina Bravo, Josefina Lavalle, Dina Torregrosa y Lourdes Campos, entre otras. (...) La compañía definió claramente sus propósitos: "cristalizar la vida y las aspiraciones de México por medio de la danza", la cual tendría un "significado vital para el pueblo", y se pronunció por una "danza nacional en espíritu y forma, pero universal en su alcance".  

De esa convicción surgió el parteaguas de la danza escénica mexicana, La Coronela. (...) [Esta obra] significó el surgimiento de la danza moderna nacionalista y mostró el camino a seguir. 
Josefina Lavalle da cuenta de esta experiencia en La Coronela (1940). Punto de partida, documento audiovisual en coautoría con Lourdes Roca y Eugenio Cobo Felguérez.  

Afirma Margarita Tortajada,  
Waldeenas y sokolovas se valían de formas nuevas y revolucionarias, expresivas y vitales, cargadas con la fisicalidad de la danza moderna. Esta se convirtió en una danza combativa de mujeres que retaba las formas y concepciones de arte y danza predominantes: como alguna vez lo hiciera Martha Graham, waldeenas y sokolovas se convirtieron en "herejes".  

La nueva propuesta estética y social de la danza moderna de estas mujeres era un intento (quizá no consciente) de romper con los patrones que el patriarcado y sus cánones de belleza habían determinado para las mujeres y su movimiento. 
Tanto con el Ballet Waldeen como con el Ballet Nacional de México, Josefina Lavalle participó en numerosas giras en zonas rurales. Además de incursionar en la danza moderna, bailaba danzas folclóricas mexicanas. Entre 1940 y 1965 bailó en los principales escenarios de México: Palacio de Bellas Artes, Auditorio Nacional, Teatro de la Paz y diversos foros estatales así como en plazas y rancherías de varios estados de México. 
Bailó en obras de las coreógrafas más importantes de la época: Waldeen, Anna Sokolow, Guillermina Bravo, Ana Mérida, Rosa Reyna, Gloria Contreras. Bailó también con el afamado bailarín José Limón en Misa brevis. Como coreógrafa creó alrededor de 30 obras, algunas de las más importantes son Concerto (1952), Madame Bovary (1953), La maestra rural (1953) y Juan Calavera (1955) .

## Su labor como docente, funcionaria e investigadora

### El Ballet Nacional de México (1948)
En 1948 participó, al lado de Guillermina Bravo, Amalia Hernández, Lin Durán y Evelia Beristáin, en la fundación del  Ballet Nacional de México (BNM).  Esta compañía independiente de danza, que se convirtió en un referente en México, cambió su sede a la ciudad de Querétaro en 1991 y cerró sus actividades en 2006. 

### La Academia de la Danza Mexicana (1959-1978)
En 1946 se creó el Instituto Nacional de Bellas Artes y Literatura, cuyo primer director fue el músico y compositor Carlos Chávez, quien  en 1947 fundó la Academia de la Danza Mexicana. Esta institución fue dirigida por Josefina Lavalle en dos periodos diferentes: de 1959 a 1969 y de 1972 a 1978. Los planes de estudio de esta escuela reflejan el punto de vista que ella tuvo como bailarina y coreógrafa: bajo el concepto de "bailarín integral", las y los estudiantes aprenden danza tradicional mexicana, danza clásica y danza contemporánea, en contraste con otras escuelas de danza en México que optan por formar bailarines en un solo género dancístico (por ejemplo, la Escuela Nacional de Danza Folclórica o la Escuela Nacional de Danza Clásica y Contemporánea, en la que las y los estudiantes optan por un género o por otro). 
Su paso como directora de la Academia de la Danza Mexicana fue definitivo en la ruta que tomaría esa institución.Si bien fue muy polémico su concepto de bailarín integral, éste sostuvo la vida académica de varias generaciones de egresados de esa escuela. 
En su rol de educadora y funcionaria, colaboró con las autoridades del Instituto Nacional de Bellas Artes y Literatura en la creación de los Centros de Educación Artística (Cedart), fundó la sección de danza del Colegio de Bachilleres así como los talleres de danza de esa institución y fue asesora académica y artística de casas de cultura, lo mismo que para los talleres de danza que se impartían en el ISSSTE y el IMSS.

### La investigación

#### El Fondo Nacional para el Desarrollo de la Danza Popular Mexicana (1973-1986)
En 1973 el gobierno de México creó el Fondo Nacional para el Desarrollo de la Danza Popular Mexicana, primer centro en México dedicado a la investigación de la danza tradicional mexicana. El entonces Presidente de la República, Luis Echeverría, nombró a Josefina Lavalle secretaria ejecutiva del Comité Técnico y de Administración del Fonadan, puesto que conservó hasta 1986, año en el que desapareció esta dependencia.
Entre los objetivos de Fonadan estaba el de apoyar la rama de la danza mexicana de la Academia de la Danza Mexicana. Asimismo, realizar un amplio trabajo de investigación, recopilación y registro de las diferentes danzas vivas del país. Con estos materiales se creó un importante archivo documental y audiovisual de cine, video, fotografía y dibujo de la danza tradicional y popular de nuestro país. 
Fonadan elaboró y publicó materiales de apoyo para los maestros de danza y para la divulgación en general de esta vertiente dancística. Libros, folletos, discos, conferencias audiovisuales, cortometrajes, entre otros, fueron los productos que vieron la luz bajo la batuta de Josefina Lavalle, quien a la vez impulsó la impartición de cursos para maestros, a través de los cuales se les ponía en contacto directo con los maestros indígenas de las danzas, llevándolos a los sitios donde se crean estas manifestaciones de la cultura tradicional. Se apoyó que los grupos indígenas revitalizaran, promovieran y desarrollaran con mayor ahínco su arte dancístico tradicional.
Un gran apoyo para el equipo de trabajo que integró Josefina Lavalle en Fonadan fue la presencia del maestro Luis Felipe Obregón, quien había trabajado en el Departamento de Asuntos Indígenas y contaba con una vasta experiencia en la investigación. Entre todos hicieron un plan de trabajo, y el maestro Obregón publicó un folleto sobre la metodología que fueron aplicando y que fue resultado de incontables reuniones de trabajo y prácticas de campo.

Algunos de los libros que publicó Fonadan bajo la supervisión y dirección de Josefina Lavalle son: La danza del tecuán, Las danzas y fiestas de Chiapas, Danzas fundamentales de Jalisco, Fiestas de Santa Cruz de Zitlala, Fiestas tradicionales del Istmo de Tehuantepec, Ceremonia de Pascua entre los indios mayos, Danza de las varitas, La investigación sociocultural de la danza popular y Catálogo de cinco danzas del Estado de México. Asimismo, la colección de dieciocho discos de música de distintas danzas tradicionales mexicanas.

### El Centro Nacional de Investigación de la Danza "José Limón" del Instituto Nacional de Bellas Artes y Literatura
En 1986, concluida su labor al frente del Fonadan, Josefina Lavalle empieza a trabajar en el Centro Nacional de Investigación, Documentación e Información de la Danza "José Limón", que había sido fundado en 1983 bajo la dirección de la ex-bailarina Patricia Aulestia. 
En el Cenidi Danza "José Limón", Josefina Lavalle participó en proyectos de investigación relacionados con la historia de la danza mexicana y también con otra de sus pasiones: la notación dancística.

## Reconocimientos
Entre los galardones y distinciones a los que se ha hecho merecedora se encuentran los siguientes:
- Diploma otorgado por la Unión de Cronistas de Teatro y Música (1976).
- Diploma y medalla Rafael Ramírez, por treinta años de servicios en el INBA (1979).
- Diploma y medalla Una vida en la danza, otorgados por el Cenidi-Danza (1985).
- Diploma otorgado por el Departamento del Distrito Federal en reconocimiento a su labor en favor de la danza (1985).
- La comunidad de la Academia de la Danza Mexicana acuerda, por decisión unánime, dar el nombre de "Josefina Lavalle" al auditorio de esa institución (1987).
- Miembro del Sistema Nacional de Creadores de Arte en la categoría de creadora artística (1994)
- Medalla al mérito académico otorgada por el INBA (1995).
- Premio Guillermina Bravo (1996).
- Reconocimiento Una vida en el teatro, otorgado por la Unión de Cronistas de Teatro (2003).
- El INBA le otorga la Medalla de Oro del Palacio de Bellas Artes en el marco de los sesenta años de la ADM (2007).
- En el marco de los festejos del veinticinco aniversario del Cenidi Danza José Limón recibe la medalla a Mujeres destacadas de la danza, en el Palacio de Bellas Artes.
- El Colectivo Mujeres en el Arte le entrega el premio Coatlicue por su trayectoria como bailarina, coreógrafa, maestra e investigadora de danza (2008).
- Fue galardonada con la "Medalla José Limón" del Instituto Nacional de Bellas Artes y Literatura en el Palacio de Bellas Artes el 19 de enero de 2008.

- 23 de marzo de 2010: en ceremonia oficial, la licenciada Teresa Vicencio, Directora del Instituto Nacional de Bellas Artes, desveló la placa Josefina Lavalle, en memoria de esta gran artista; en el Salón 7 de la Escuela Nacional de Danza Folklórica, salón que ahora lleva el nombre de "Salón Josefina Lavalle".[5]

## Publicaciones
- 2002. En Busca de la Danza Moderna Mexicana: Dos Ensayos. Ríos y raíces: Teoría y práctica del arte. Edición ilustrada de Consejo Nacional para la Cultura y las Artes, 217 pp.

- 1988. El jarabe--: El jarabe ranchero o jarabe de Jalisco: (versión recopilada por Francisco Sánchez Flores). Con Francisco Sánchez Flores. Editor Centro Nacional de Investigación, Documentación e Información de la Danza "José Limón," INBA, 219 pp.

- 1988. Desarrollo de la creatividad: imagen y significado. Contribuidores	México. Secretaría de Educación Pública. Editor	SEP, Dirección General de Promoción Cultural, 715 pp.

## Otras lecturas
- Dallal, Alberto. Guillermina Bravo: la danza total. http://www.revistaimagenes.esteticas.unam.mx/guillermina_bravo_la_danza_total
- Gabriela Jiménez Bernal. Josefina Lavalle (castellano), Dirección de Danza UNAM, México D.F.